# Kulturlandschaftsschutz
Der Kulturlandschaftsschutz bzw. der Schutz historischer Kulturlandschaften ist ein interdisziplinäres Arbeitsfeld von Landschaftsplanung, Naturschutz und Denkmalpflege.
Seit den 1990er Jahren ist dieses Arbeitsfeld wieder verstärkt in das Blickfeld von Forschung und Praxis gerückt. Allgemein anerkannte fachliche Grundlagen zum Schutz historischer Kulturlandschaften fehlen bislang weitgehend. Ebenso gibt es keine Behörde, die diesen Auftrag wahrnimmt, obwohl er vom Grundsatz her eine staatliche Aufgabe wäre, wie es Richtlinien der EU festlegen. Das entsprechende Europäische Landschaftsübereinkommen wurde von Deutschland und Österreich als nur zweien von wenigen Staaten bislang nicht unterzeichnet.
Die Begriffe Kulturlandschaftsschutz bzw. Schutz historischer Kulturlandschaften werden entsprechend dem Verständnis der Disziplinen Denkmalpflege und Naturschutz oft unterschiedlich interpretiert und angewendet: In der Denkmalpflege werden darunter in der Regel Mehrheiten von Bau- oder Bodendenkmalen und/oder deren Umgebung verstanden (Umgebungsschutz, Gesamtanlage). Im Naturschutz hingegen wird der Themenkomplex oft auf historisch überkommene oder natürlich-ökologische Landnutzungsweisen (traditionelle Landschaftspflege) verengt. Aus Sicht der Landschaftsplanung handelt es sich um einen Ansatz, den heutigen Landschaftszustand ganzheitlich anhand natürlicher (naturräumlich-geografischer), historisch-anthropogener (geschichtlich-kultureller) und biotischer (ökologischer) Faktoren zu betrachten und zu bewerten.
Ansatzpunkt für Planungen stellen auf der Objektebene sogenannte historische Kulturlandschaftselemente (oder kulturhistorische Landschaftselemente) dar. Für deren Erfassung existieren in Deutschland verschiedene Ansätze und Methoden. Das umfangreichste Inventar stellt zurzeit das im Aufbau befindliche KLEKs – Kulturlandschaftselementekataster der Hochschule Neubrandenburg dar, das primär für Zwecke der Landschaftsplanung und Heimatforschung entwickelt wurde. Das Landesamt für Denkmalpflege Hessen und der Landschaftsverband Rheinland betreiben seit 2010 mit KuLaDig (Kultur. Landschaft. Digital.) ein gemeinsames Internet-Portal, das über Texte, Karten und Bilder Informationen über Objekte und Räume des landschaftlichen kulturellen Erbes allgemein zugänglich macht.

## Rechtliche Grundlagen
Das vom Europarat im Jahr 2000 verabschiedete Europäische Landschaftsübereinkommen stellt die zurzeit wichtigste Grundlage für einen ganzheitlichen Kulturlandschaftsschutz auf europäischer Ebene dar. Diese völkerrechtliche Konvention wurde bislang von der Bundesrepublik Deutschland nicht unterzeichnet. Eine Überführung in bundesdeutsches Recht ist aufgrund der Trennung von Kultur- und Umweltverwaltung (Naturschutz und Denkmalpflege) sowie der Kulturhoheit der Bundesländer problematisch.
Die derzeit alleinige Grundlage für einen ganzheitlichen Kulturlandschaftsschutz durch die Disziplin Landschaftsplanung stellt § 2 Grundsatz 14 Bundesnaturschutzgesetz dar: „Historische Kulturlandschaften und -landschaftsteile von besonderer Eigenart einschließlich solcher von besonderer Bedeutung für die Eigenart oder Schönheit geschützter oder schützenswerter Kultur-, Bau- und Bodendenkmäler, sind zu erhalten.“ Aufgrund fehlender Untersetzungen (z. B. Durchführungsverordnung) ist die Handhabung dieses Auftrages bisher unklar geblieben.
BECKER (1998) stellte klar, „dass die Erhaltung historischer Kulturlandschaften und -landschaftsteile von besonderer Eigenart unabhängig von der Denkmalpflege ein Belang des Naturschutzes und der Landschaftspflege ist“. Der Auftrag des Bundesnaturschutzgesetzes in § 2 zum Schutz historischer Kulturlandschaften und historischer Kulturlandschaftsteile hat einerseits eine dienende Funktion für die Denkmalpflege (Umgebungsschutz). Andererseits begründet er einen eigenständigen Aufgabenbereich, dessen Chancen von der Landschaftsplanung in den letzten Jahrzehnten allerdings nur unzureichend wahrgenommen worden sind.

## Weiterführende Literatur
- Becker, W. C.: Die Eigenart der Kulturlandschaft. Bedeutung und Strategien für die Landschaftsplanung, Dissertation, Berlin 1998, ISBN 3-89700-053-9
- Brink, A. / Wöbse, H. H.: Die Erhaltung historischer Kulturlandschaftselemente in der BRD. Untersuchung zur Bedeutung und Handhabung von § 2 Grundsatz 13 des BNatSchG. Untersuchung im Auftrag des Bundesministers für Umwelt, Naturschutz und Reaktorsicherheit, Hannover 1989.
- Wöbse, H. H.: Schutz historischer Kulturlandschaften. Beiträge zur räumlichen Planung. Schriftenreihe des Fachbereichs Landschaftsarchitektur und Umweltentwicklung der Universität Hannover 1994, Heft 37, ISBN 3-923285-30-2
- Historische Kulturlandschaft und Denkmalpflege. Definition, Abgrenzung, Bewertung, Elemente, Umgang. Hrsg.: Arbeitskreis Theorie und Lehre der Denkmalpflege e. V.; Birgit Franz, Achim Hubel. Holzminden 2009. ISBN 978-3-940751-27-0